# Lycenchelys maoriensis
Lycenchelys maoriensis är en fiskart som beskrevs av Anatoly Petrovich Andriashev och Fedorov, 1986. Lycenchelys maoriensis ingår i släktet Lycenchelys och familjen tånglakefiskar. Inga underarter finns listade i Catalogue of Life.